# Autoportret z portretem Bernarda
Autoportret z portretem Bernarda (fr. Autoportrait avec portrait de Bernard, „Les Misérables”) – obraz olejny namalowany w 1888 przez Paula Gauguina.

## Historia
Na początku 1888 Vincent van Gogh i Paul Gauguin w poszukiwaniu nowej drogi rozwoju i inspiracji artystycznej opuścili Paryż. Gauguin wyjechał do Bretanii, której surowy pejzaż i wiejskie życie odpowiadały jego pragnieniu życia prostszego i bardziej „prymitywnego”. Van Gogh natomiast wyjechał na południe Francji do Arles w poszukiwaniu słońca i kontynuowania swych doświadczeń z kolorem. Nosił się też z zamiarem stworzenia w Arles kolonii artystów. Wynajął w tym celu dom, który nazwał „Żółtym Domem” i zaprosił Gauguina. W miesiącach poprzedzających jego przybycie namalował szereg obrazów przeznaczonych do dekoracji pokoju przyjaciela. W październiku obaj wymienili się autoportretami, które ujawniły, jak postrzegali siebie nawzajem i chcieli być postrzegani przez innych.
Na początku października van Gogh otrzymał w prezencie dwa autoportrety: Bernarda (z umieszczonym w tle portretem Gauguina) i Gauguina (z umieszczonym w tle portretem Bernarda). W liście do van Gogha z 1 października Gauguin napisał:
Zaspokoiliśmy twoje pragnienie; w różny sposób, to prawda, ale co to ma za znaczenie, skoro wynik jest taki sam? Nasze 2 portrety. Nie mając srebrnej bieli, użyłem bieli ołowiowej i może się zdarzyć, że kolor stanie się ciemniejszy i cięższy. A poza tym, tu nie chodzi o kolory. Czuję potrzebę wyjaśnienia, co starałem się zrobić, nie dlatego, że nie jesteś w stanie sam się tego domyślić, ale dlatego, że nie sądzę, iż osiągnąłem to, co zamierzałem w mojej pracy. Maska złodzieja, źle ubranego i potężnego jak Jean Valjean, który ma swoją szlachetność i wewnętrzną delikatność. Krwawe wyżłobienia na twarzy, a odcienie ognistej kuźni, otaczające oczy sugerują rozpaloną do czerwoności lawę, która rozpala duszę naszego malarza. Rysunek oczu i nosa, jak kwiaty na perskich dywanach, uosabia sztukę abstrakcyjną i symboliczną. Nieco dziewczęce tło, z dziecinnymi kwiatkami, ma świadczyć o naszej artystycznej niewinności.

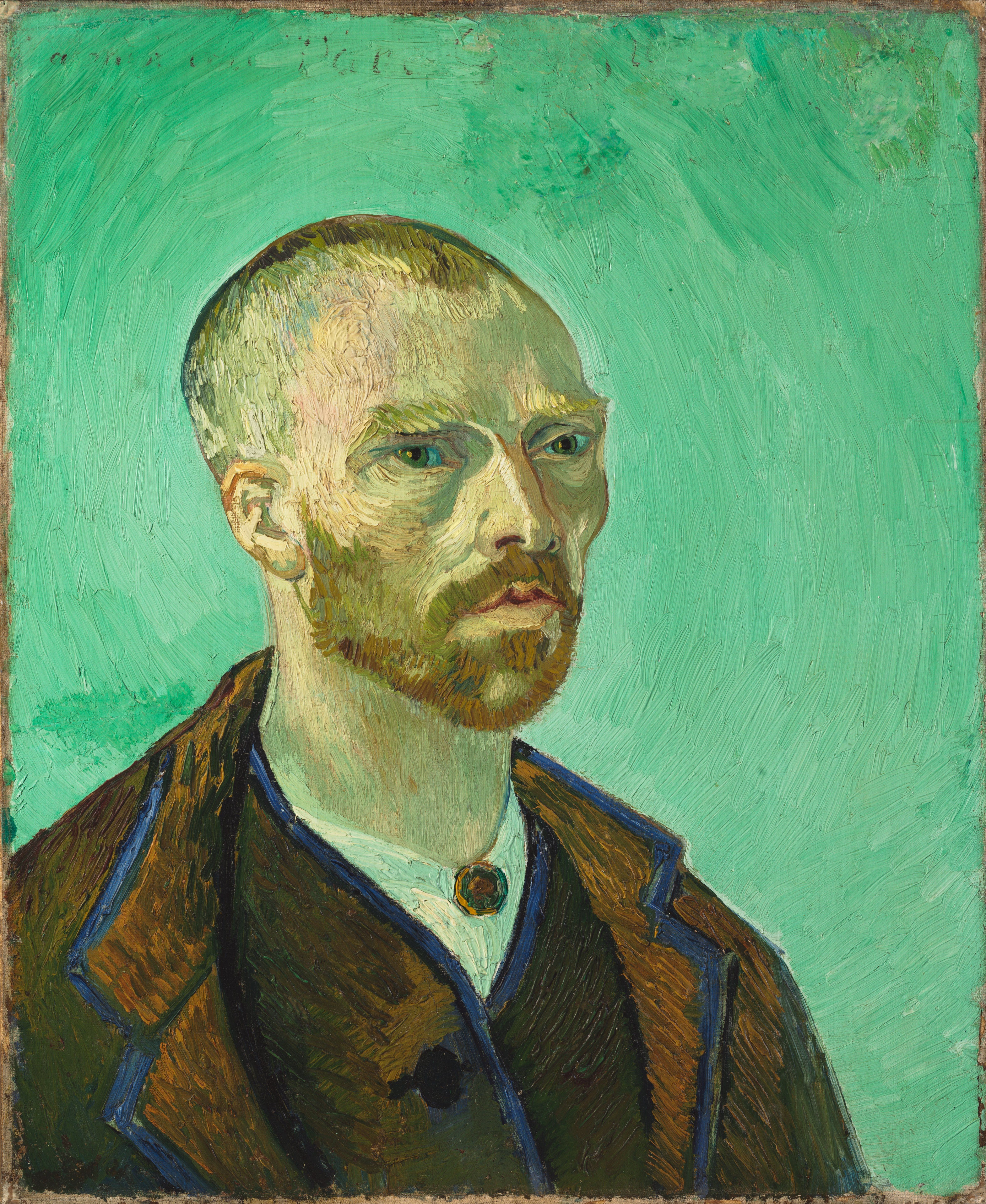
Vincent van Gogh, Autoportret (dedykowany Paulowi Gauguinowi)

Gauguin swój autoportret opatrzył w prawym, dolnym rogu adnotacją: „Les Miserables”/à l’ami Vincent / P. Gauguin 88 („Nędznicy”/przyjacielowi Vincentowi/P. Gauguin 88). „Nędznicy” to tytuł powieści Victora Hugo.
Artysta wyjaśniał dalej, że z Jeana Valjeana, głównego bohatera powieści, uciskanego przez społeczeństwo, uczynił zbiorowy portret impresjonisty – reprezentanta wszystkich biednych ofiar społeczeństwa. Na zakończenie wyraził nadzieję, iż Vincent będzie dobrze się bawił na widok tych portretów, porównując przedstawione na nich postacie do ogórków marynowanych w occie.
Z listu van Gogha do brata Theo wynika, że z tych dwu obrazów bardziej przypadł mu do gustu autoportret Bernarda:
Gauguin jest przede wszystkim niezwykły, ale mi bardziej podoba się Bernard, to koncepcja malarza, nieco zestawionych odcieni, niektóre czerniawe, ale to jest eleganckie, jak u prawdziwego Maneta. Ten [autoportret] Gauguina jest bardziej wystudiowany, daleko bardziej zaawansowany.
Van Gogh zrewanżował się malując autoportret i dedykując go Gauguinowi. Na autoportrecie artysta przedstawił siebie z krótko ostrzyżoną głową i brodą, co miało być nawiązaniem do jego wiary w monastyczny styl życia i przedstawieniem siebie w roli ucznia, w jakiej van Gogh postrzegał samego siebie w stosunku do Gauguina.